# Robert Farnon
Robert Joseph Farnon (* 24. Juli 1917 in Toronto; † 23. April 2005 auf der Insel Guernsey) war ein kanadischer Komponist, Dirigent, Arrangeur und Trompeter.

## Leben
Im Zweiten Weltkrieg diente Robert Farnon als Captain in der kanadischen Armee und wurde dort der Dirigent und Arrangeur der Canadian Band der alliierten Expeditionsstreitkräfte, eine Einheit vergleichbar der US-amerikanischen Army Air Forces Band unter der Leitung von Glenn Miller. Nach Beendigung des Krieges entschied Farnon, England zu seiner neuen Heimat zu machen und ließ sich schließlich mit Frau und Kindern auf der Kanalinsel Guernsey nieder.
Robert Farnon starb im Alter von siebenundachtzig Jahren in einem Hospiz nahe seinem Wohnsitz auf Guernsey, wo er beinahe vierzig Jahre gelebt hatte.

## Werke
Am bekanntesten ist Robert Farnon wohl für die zwei Werke Jumping Bean und Portrait of a Flirt, die beide ursprünglich als A und B-Seite auf derselben Schallplatte erschienen sind. Ebenfalls bekannte Werke sind der Westminster Waltz und A Star is Born. Farnon schrieb außerdem die Musik zu mehr als vierzig Spielfilmen, wie Des Königs Admiral (1950) und Die Bäreninsel in der Hölle der Arktis (1979), sowie für eine Anzahl Fernsehserien, wie Nummer 6 (1967) und Expedition ins Unbekannte (1961) von Hans Hass. 1968 war er an dem Film Man nennt mich Shalako beteiligt.
In Deutschland kannte man insbesondere sein Stück Melody Fair, die Titelmelodie der Musiksendung Musik aus Studio B. 1962 arrangierte und dirigierte Farnon mit Sinatra Sings Great Songs from Great Britain das einzige Album, das Frank Sinatra außerhalb der USA aufgenommen hat.

## Filmografie (Auswahl)
- 1968: Shalako
- 1979: Die Bäreninsel in der Hölle der Arktis (Bear Island)
- 1982: Freund oder Feind (Friend or Foe)

## Auszeichnungen
Robert Farnon gewann insgesamt viermal den Ivor Novello Award und 1996 einen Grammy Award.